# Inhabilitación
En el ámbito jurídico, la inhabilitación es una sanción que implica la privación o restricción de ciertos derechos, funciones o actividades de una persona, impuesta por la ley o como consecuencia de la comisión de un acto ilícito. Esta medida puede afectar derechos de índole política, civil o profesional, limitando la capacidad de participación social y política del sancionado.
Existen diferentes tipos de inhabilitación:
- Inhabilitación absoluta: conlleva la privación definitiva de todos los honores, empleos y cargos públicos, incluso los electivos, e incapacita para obtenerlos o ser elegido para cargos públicos durante el tiempo que dure la condena.[2]
- Inhabilitación especial: se refiere a la privación del ejercicio de un derecho, empleo o cargo específico, profesión, oficio, industria o comercio, o de los derechos de patria potestad, tutela, guarda o curatela, tenencia de animales, derecho de sufragio pasivo u otros derechos determinados.[2]

La duración y alcance de la inhabilitación dependen de la gravedad del delito cometido y de lo establecido en la sentencia judicial correspondiente.